# قمبود عنقودي
قمبود عنقودي (الاسم العلمي: Campodea staphylinus) هو نوع من الحيوانات يتبع جنس القمبود من فصيلة القمابيد.